# Clotiazepam
Clotiazepam ist ein Benzodiazepin-Analogon aus der Gruppe der Thienodiazepine, und besitzt wie alle seine Analoga amnestische, anxiolytische, antikonvulsive, hypnotische, sedative und muskelrelaxierende Potenziale. Es wird als Anxiolytikum gegen Angststörungen und Panikattacken eingesetzt. In Japan und Frankreich ist es aufgrund seiner sedierenden Eigenschaften auch zur Prämedikation vor chirurgischen Eingriffen zugelassen.
Clotiazepam wurde 1979 von Bayer unter dem Handelsnamen Trecalmo auf den deutschen Markt gebracht. Heute findet Clotiazepam keine Verwendung mehr in Deutschland, das letzte Clotiazepam-haltige Medikament Trecalmo wurde hier 2001 vom Markt genommen.

## Pharmakokinetik
Nach oraler Einnahme von Clotiazepam werden die maximalen Plasmakonzentrationen innerhalb von 0,6–1,5 Stunden erreicht. Clotiazepam und seine Metaboliten Hydroxyclotiazepam und Desmethylclotiazepam haben eine Eliminationshalbwertszeit von 6,5–18 Stunden. Clotiazepam neigt nach wiederholter Dosierung weniger zur Akkumulation, als langwirksame Benzodiazepine. Die Äquivalenzdosis zu 10 mg Diazepam beträgt 5 mg Clotiazepam.

## Nebenwirkungen
Häufige Nebenwirkungen sind Benommenheit und Asthenie. Es gibt einen Bericht, bei dem Clotiazepam eine akute Hepatitis ausgelöst hat.
Clotiazepam weist wie alle Anxiolytika aus der Benzodiazepin-Klasse ein hohes Abhängigkeits- und Missbrauchspotenzial auf.

## Handelsnamen
Monopräparate: Trecalmo (D; 2001 vom Markt genommen), Clozan (BE), Rize (JP), Tienor (IT), Vératran (FR)